# Peter Heinrich von Wobeser
Peter Heinrich von Wobeser (* 1683 in Königsberg i. Pr.; † 1753 in Gohren) war ein preußischer Präsident der Neumärkischen Kriegs- und Domänenkammer in Küstrin.

## Leben
Peter Christian stammte aus der pommerschen uradligen Familie Wobeser. Seine Eltern waren der preußische General Georg Boguslav von Wobeser (1653–1724) und Klara Erdmuthe, geb. von Stojentin aus dem Hause Gohren.
Er war in erster Ehe 1714 mit Catharina Elisabeth von Massow (1683–1723), Tochter des preußischen Kriegsministers Kaspar Otto von Massow (1665–1736) und in zweiter 1723 mit Louisa Catharina von Weiher aus dem Hause Wussow († nach 1753) vermählt.
Aus erster Ehe stammt die Tochter Auguste Henriette von Wobeser (1716–1742), welche mit dem 1741 bei Mollwitz gefallenen Hans Bogislaws von Hoym vermählt war. Aus zweiter Ehe stammen neben drei weiteren Töchtern, vier Söhne, darunter der preußische Landrat Franz Dietrich von Wobeser (1730–1807).
Wobeser bestritt ein Studium und trat nach seiner Kavalierstour als Beamter in den preußischen Staatsdienst. Bereits in jungen Jahren wurde er Präsident der Neumärkischen Kriegs- und Domänenkammer in Küstrin und soll auch Amtshauptmann in Draheim gewesen sein. 1720 übernahm er das väterliche Erbgut Gohren und machte es zu seinem lebenslangen Wohnsitz.